# 上山氏
上山氏（かみのやまし）は、出羽の有力国人。上山城（現在の山形県上山市）を本拠とした。本家の斯波氏が代々武衛（兵衛府）の督や佐に任ぜられたことから武衛（武永）氏（ぶえいし）とも。

## 概要
上山氏の初代は上山満長である。菅沼定昭の『上山見聞随筆』「上山城主代々の事」によると、満長は天童頼直の三男で上山の高楯城を居城としたことから、上山殿と呼ばれていたという。あるいは、天童頼泰（頼直の子で兄・頼勝の養子）の次男とする記述がある。
『上山見聞随筆』では、文明3年（1471年）の蘆名氏討伐の際には、上野山中務少輔満兼が参戦していた。また、満兼の別名あるいは子の義時の名前が見える。
『上山見聞随筆』では、武衛義忠（上山義房の子）・義節・義政（満兼）の3代が享禄2年（1529年から天正7年（1579年）まで51年の間上山月岡城を居城としたと記されている。
『義光物語』によると、上山満兼は最上義光の「伯母聟」である（最上義守の姉妹と婚姻関係にある）としている。また、最上氏の系図によると義光の妹は上山氏に嫁いでおり、義光の五男・上野山義直は兵部丞（兵部大輔）・上之山殿と呼ばれている。。
『上山代々城主記』には、上山日向守満兼（里見左京大夫）と子の勘四郎が天正8年（1580年）から13年間上山城を居城としたこと、文禄3年（1594年）から13年間武永筑前守が居城としたこと、慶長19年（1615年）からは武永（最上）兵部大輔義直が居城としたことが記されている。